# Route historique des maisons d'écrivains
La Route historique des maisons d'écrivains est un circuit touristique de France couvrant l'Île-de-France et une partie de la Normandie, à l'exclusion de la capitale-même, et la vallée de la Basse-Seine, c'est-à-dire en aval de Paris, qui permet de visiter les demeures de treize écrivains, soit douze lieux (dont celui du couple Aragon-Triolet).
Du sud-est au nord-ouest, peuvent être visités :
- la maison de Stéphane Mallarmé à Vulaines-sur-Seine (Seine-et-Marne) 4, quai Stéphane-Mallarmé
- la maison d'Elsa Triolet et de Louis Aragon à Saint-Arnoult-en-Yvelines (Yvelines) rue de Villeneuve
- la datcha d'Ivan Tourgueniev, devenue musée, à Bougival (Yvelines) 16, rue Tourgueniev
- le château de Monte-Cristo d'Alexandre Dumas au Port-Marly (Yvelines) 1, avenue J.-F.-Kennedy
- le musée Jean-Jacques-Rousseau à Montmorency (Val-d'Oise) 5, rue Jean-Jacques-Rousseau
- la maison d'Émile Zola dite musée Dreyfus, à Médan (Yvelines)
- le château de Maurice Maeterlinck à Médan (Yvelines)
- le château de Jules Michelet à Vascœuil (Eure)
- la maison de Pierre Corneille, devenue musée, à Petit-Couronne (Seine-Maritime) 502, rue Pierre-Corneille
- le pavillon de Gustave Flaubert au hameau de Croisset à Canteleu (Seine-Maritime) 18, quai Gustave-Flaubert
- la maison de Victor Hugo devenue musée à Villequier (Seine-Maritime) quai Victor-Hugo
- la maison de Maurice Leblanc, dite Clos Lupin à Étretat (Seine-Maritime) 15, rue Guy-de-Maupassant